# Moreau de Saint-Méry
 Médéric Louis Élie Moreau de Saint-Méry  nació en Port Royal, isla de Martinica en 1750, y murió en París, Francia, en 1819. Dejó una marca característica en la época tempestuosa por la que tuvo que pasar. Del seno de una buena familia originaria de Poitou, fue la muerte temprana de su padre que dejó con pocos medios de supervivencia. A los diecinueve años se marchó a París, para convertirse en un gendarme del rey. Estudió derecho, letras y matemáticas. Retornó a la isla de Martinica y se convirtió en abogado en Cap-Français, antiguo nombre de Cap-Haïtien. En 1780 era miembro del Consejo Superior de Santo Domingo. 
En el puesto del Consejo Superior, clasificó las leyes de las colonias francesas de las Antillas; descubrió y restauró la tumba de Colón, y envió numerosos artículos científicos y artículos arqueológicos novedosos a la American Philosophical Society, de la que fue elegido miembro en 1789. 
Regresó a París como miembro de la Asamblea Constituyente de Martinica y fue recibido calurosamente por el mundo científico, en reconocimiento a sus frecuentes contribuciones a las sociedades científicas.
Cuando estalló la revolución francesa, fue elegido dos veces Presidente de los Electores de París, designado a través de Luis XVI, en su nombre, y le gustaba alardear de que durante tres días en que había sido rey de París, ayudó a garantizar la seguridad de Lafayette, el comandante de la Guardia Nacional.
Fue elegido diputado de Martinica en 1790, y llevó muchos asuntos coloniales antes de la Asamblea Constituyente. En 1791 pasó a ser miembro del Consejo de la Judicatura.
Fue miembro del Feuillants, la nueva formación política después de la expulsión del club de los jacobinos de miembros famosos contrarrevolucionarios, entre los cuales estaban los hermanos Alexandre de Lameth y Charles Malo de Lameth, Antoine Barnave. Fue herido en un ataque de una multitud enloquecida de los federados de Marsella; se refugió, con su mujer y sus dos hijos, en un pueblo de Normandía. Escapó de la guillotina y fue a los Estados Unidos. Después de una breve estancia en Nueva York, se estableció en Filadelfia en 1793. Abrió una tienda de libros entre las calles Front y Walnut, y se convirtió en miembro activo de la Sociedad Filosófica, asistiendo a las reuniones con regularidad, con presentación de trabajos, y haciendo regalos de sus colecciones.
Regresó a Francia en 1798, cuando el apoyo de Talleyrand que le valió un cargo en el ministerio de la Marina.

## Leyes y constituciones de las colonias francesas de América
Moreau de Saint Mery y su amigo Jean-Jacques Fournier de Varennes, marqués de Bellevue, descendiente de una gran familia de Saint-Malo, comandante de la milicia y miembro de cámara agrícola del Cap-Français, le ayudó a escribir su obra más famosa, Leyes y constituciones de las colonias francesas de América.
Desarrolla allí una teoría aritmética de la epidermis en las colonias, que jerarquiza las veintiocho combinaciones posibles del mestizaje negro-blanco (mulatos, libertos, negros criollos, etc.). Este paso traduce la preocupación superior de los colonos esclavistas: la discriminación por la epidermis, según el prejuicio de color. La casta de los colonos blancos esclavistas constituye la «aristocracia de la epidermis».

## Administrador en Parma[3]
Por el Tratado de Aranjuez del 21 de marzo de 1801, el duque Fernando I pierde su ducado en provecho de Francia. Presente en Parma desde marzo de 1801 para preparar estos cambios, Moreau de Saint-Méry toma posesión del Ducado en calidad de Administrador Delegado General de los Estados de Parma, patrocinado por Talleyrand. Solo después de la muerte del duque en octubre de 1802, ya que se ha opuesto a lo aprobado por Francia y España. Por una serie de actos administrativos, pone en marcha una serie de importantes innovaciones en términos de derecho: Suprimirá las leyes anti-hebreos; Prohíbe la tortura; Separa completamente las leyes civiles de las leyes penales. El 1 de julio de 1805, las reformas jurídicas que ha puesto en marcha desaparecen con la introducción del código napoleónico en todo el imperio. El descontento de la población vinculado a la conscripción militar culmina en diciembre de 1805 con la revuelta de los campesinos de Castel San Giovanni, que se convierte en combate con los militares franceses en Bardi y Borgotaro en 1806. Napoleón ve en esos acontecimientos la prueba de la incapacidad de Moreau de Saint-Méry a gestionar la situación. De hecho, lo hace sustituir por el General Junot que recibe órdenes para la represión de la revuelta. Moreau cae en desgracia, sin cargo ni salario de Consejero de Estado, y entra en París arruinado. Solo la emperatriz Joséphine, quizá porque también nació en Martinica, le concede una pequeña pensión que recibe hasta su muerte el 28 de enero de 1819 en Filadelfia, donde frecuenta a otros ex-plantadores de azúcar como Jean-Simon Chaudron y pasa a ser una de las figuras de la comunidad de refugiados de Santo Domingo en América.

## Publicaciones
- Lois et constitutions des colonies françoises de l'Amérique sous le Vent, Paris, 1784-1785, 6 vol.
- Description topographique et politique de la partie espagnole de l'isle Saint-Domingue, Philadelphie, 1796
- Description topographique, physique, civile, politique et historique de la partie française de l'isle Saint-Domingue, Philadelphie, Paris, Hambourg, 1797-1798
- Description graphique et statistique des États de Parme, Plaisance et Guastalla, 8 vol.
- De la danse, Parme, Bodoni, 1801 (reeditado en 1803).